# Saraland
La ville de Saraland est située dans le comté de Mobile, dans l’État de l’Alabama, aux États-Unis. En 2010, elle comptait 13 405 habitants.

## Démographie
| 1960  | 1970  | 1980  | 1990   | 2000   | 2010   |
| ----- | ----- | ----- | ------ | ------ | ------ |
| 4 595 | 7 840 | 9 833 | 11 751 | 12 288 | 13 405 |

## Source
- (en) Cet article est partiellement ou en totalité issu de l’article de Wikipédia en anglais intitulé « Saraland, Alabama » (voir la liste des auteurs).